# 上营镇 (舒兰市)
上营镇，是中华人民共和国吉林省吉林市舒兰市下辖的一个乡镇级行政单位。

## 行政区划
上营镇下辖以下地区：
林海社区、铁西社区、马鞍岭村、健康村、太康村、解放村、正阳村、牛头村、平安村、铁东村、上营村和中营村。